# 對偶間隙
對偶間隙是應用數學中最佳化問題的詞語，是指原始解和對偶解之間的差距。若{\displaystyle d^{*}}是對偶問題解對應的值，而{\displaystyle p^{*}}是原始問題最佳解對應的值，則對偶間隙為{\displaystyle p^{*}-d^{*}}。針對最小化的最佳化問題，對偶間隙恆大於等於零。對偶間隙為零若且唯若強對偶的條件成立，不然對偶間隙為嚴格正值，此時即為弱對偶。
一般而言，給定二個對偶對的分隔局部凸空間 {\displaystyle \left(X,X^{*}\right)}及{\displaystyle \left(Y,Y^{*}\right)}。假定函數{\displaystyle f:X\to \mathbb {R} \cup \{+\infty \}}，可以定義原始問題為
{\displaystyle \inf _{x\in X}f(x).\,}
若有限制條件，可以整合到函數{\displaystyle f}中，方式是令{\displaystyle f=f+I_{\text{constraints}}}，其中{\displaystyle I}是示性函数。則令{\displaystyle F:X\times Y\to \mathbb {R} \cup \{+\infty \}}是擾動函數使得{\displaystyle F(x,0)=f(x)}。則對偶間隙即為以下的差值
{\displaystyle \inf _{x\in X}[F(x,0)]-\sup _{y^{*}\in Y^{*}}[-F^{*}(0,y^{*})]}
其中{\displaystyle F^{*}}為二個變數的凸共轭。
在計算最优化中，會提到另一種「對偶間隙」，是對偶解以及原始問題次最佳但是可行解之間的差距。這種對偶間隙反映了目前可行，但可能只是次最佳的迭代解，和對偶問題解之間的差距。對偶問題解是指規律性條件下，等於原始問題凸鬆弛（convex relaxation）下的解。凸鬆弛是指將問題中非凸可行集合改為閉凸包，將非凸函數改為凸的閉集（函數的上境圖是原始目標函數的閉凸包）。